# Lamborghini Countach LPI 800-4
Lamborghini Countach LPI 800-4 — гибридно-электрический гиперкар со средним расположением двигателя, выпускаемый итальянским производителем автомобилей Lamborghini.

## Описание

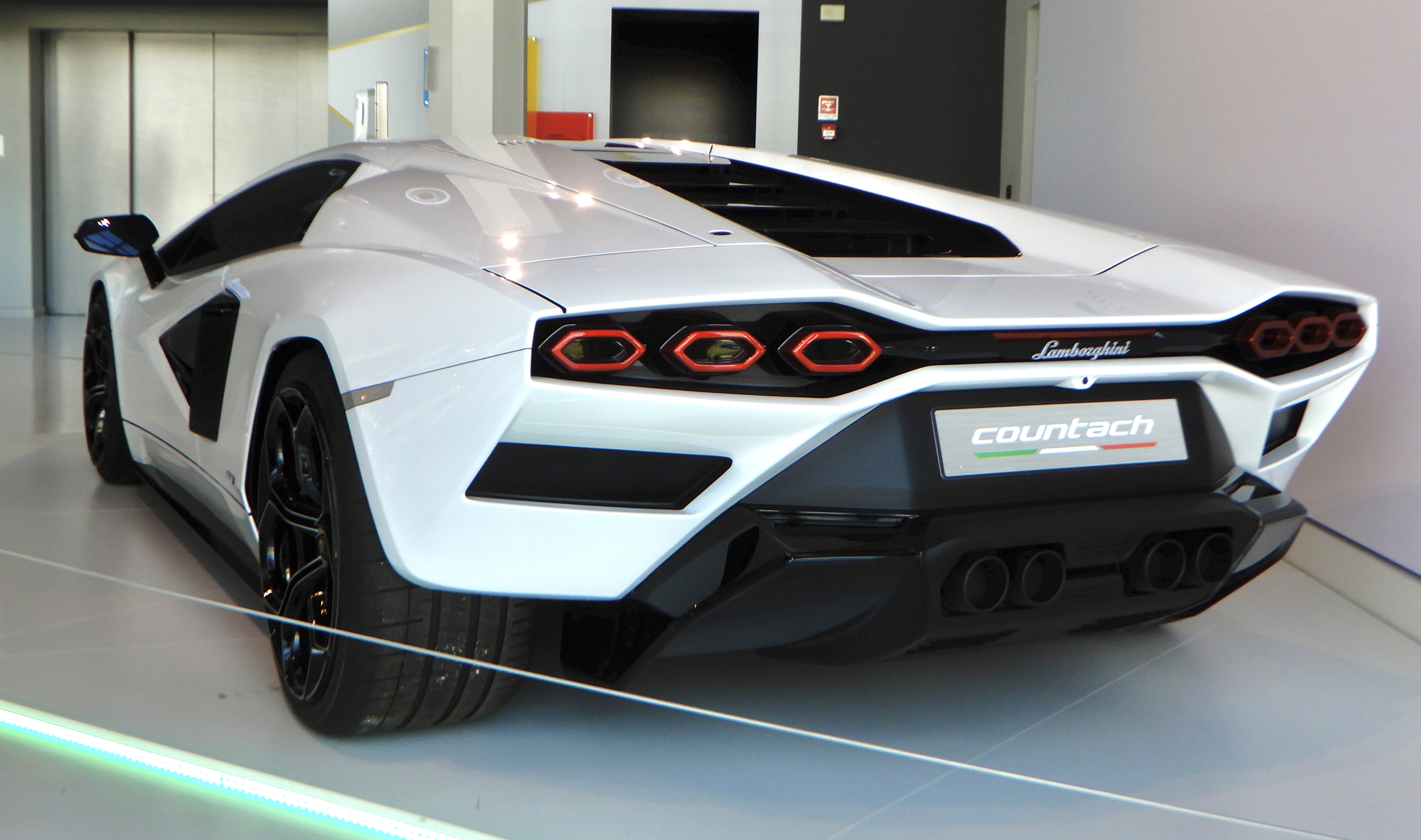
Вид сзади

Представленный 14 августа 2021 года на выставке The Quail в США, автомобиль назван в честь оригинального Lamborghini Countach, впервые представленного 50 лет назад. На основе гибридной трансмиссии Sián FKP 37 Lamborghini Aventador планируется произвести 112 единиц, число которых соответствует обозначению модели LP 112, использовавшемуся при разработке оригинального Countach. От Aventador новый гибрид также получил панели кузова, выполненные из углеродного волокна. От разных модификаций Countach дизайнеры сохранили плоский нос и прямоугольные воздухозаборники, шестиугольные колесные арки и другие элементы корпуса.
Поставки должны начаться в начале 2022 года; все 112 моделей были полностью распроданы менее чем через неделю после презентации.

## Технические характеристики
Lamborghini заявила, что автомобиль способен разогнаться до 0—100 км/ч (0—62 миль/ч) за 2,8 секунды, 0—200 км/ч (0—124 миль/ч) за 8,6 секунды, а максимальная скорость составляет 355 км/ч (221 миль/ч).